# Mary Jarvis Yak
Mary Jarvis Yak (auch: Mary Jarvase Yak) ist eine Politikerin im Südsudan. 2016 war sie Stellvertretende Ministerin für Finanzen und Planung in der Transitional Government of National Unity (TGoNU) des Südsudan.

## Leben

### Jugend uns Ausbildung
Yak erwarb einen Bachelor in Economics (Wirtschaft) an der Universität Khartum und später einen Master in Gender and Development (Gender und Entwicklung) von der University of Sussex.

### Karriere
Mary Jarvis Yak ist Mitglied im Parlament des Südsudan, Frauenrechtsaktivistin und Vorsitzende der Sudan Women Association.
Mary Jarvis Yak war zunächst Minister for Human Resource Development im Cabinet of South Sudan. Sie wurde am 10. Juli 2011 ernannt. 2012 war Yak Deputy Minister of Planning. In dieser Funktion konnte sie eine Vereinbarung mit der Afrikanischen Entwicklungsbank unterzeichnen, welches dem Südsudan ermöglicht Mitglied der Bankengruppe zu werden und dadurch sozial-ökonomische Entwicklung und Armutsbekämpfung voranzutreiben.
2013 war Mary Jarvis Yak Deputy Minister of Finance and Economic Planning. In dieser Funktion musste sie verkünden, dass die Regierung nicht genug Mittel habe, um alle Gehälter regulär zahlen zu können, aber, dass die Regierung den Beamten zwei Monatsgehälter zahlen würde.
Am 28. April 2016 wurde sie vom Präsidenten Salva Kiir Mayardit zur Deputy Minister of Finance and Planning in der Transitional Government of National Unity (TGoNU) ernannt. Im Februar 2016 begründete Yak zusammen mit dem Entwicklungsprogramm der Vereinten Nationen die Diagnostic Trade Integration Study (Diagnostische Wirtschaftsstudie) um wirtschaftliche Entwicklung im Südsudan zu ermöglichen. Im Januar 2017 wurde sie von Präsident Kiir aus ihrem Amt entlassen.